# Объёмный гидродвигатель
Объёмный гидродвигатель — объёмная гидромашина, предназначенная для преобразования энергии потока жидкости в механическую энергию движения выходного звена. Неотъемлемый элемент объёмного гидропривода. По характеру движения выходного звена объёмные гидродвигатели (ОГ) могут быть: ОГ поступательного движения — гидроцилиндры; ОГ поворотного движения — поворотные гидродвигатели; ОГ вращательного движения — гидромоторы.

## Общие свойства объёмных гидродвигателей
Свойства, обусловленные принципом действия объёмных гидродвигателей:
1. Цикличность рабочего процесса, обусловленная общий принципом работы любых объёмных гидромашин.
2. Герметичность объёмного гидродвигателя — то есть, постоянное отделение напорной гидролинии от сливной гидролинии. ОГ не являются машинами проточного типа.
3. Жёсткость характеристик — то есть, малая зависимость скорости движения выходного звена от нагрузки на нём (усилия на штоке гидроцилиндра, момента на валу гидромотора).